# Столбов Павло Опанасович
Павло Опанасович Столбов (30 серпня 1929, Красний Луч, Ворошиловградська область — 15 червня 2011, Москва) — радянський гімнаст, олімпійський чемпіон, чемпіон світу, заслужений майстер спорту СРСР, тренер-викладач, суддя міжнародної категорії.

## Спортивні досягнення
Виступав на олімпійських іграх, чемпіонатах світу і першості СРСР:
| Рік  | Першість         | Абсолютне | Командне | Опорний стрибок | Бруси | Кінь | Вільні вправи | Кільця | Перекладина |
| ---- | ---------------- | --------- | -------- | --------------- | ----- | ---- | ------------- | ------ | ----------- |
| 1956 | Олімпійські ігри | 14        | 1        | 28              | 41    | 7    | 16            | 12     | 4           |
| 1956 | Чемпіонат СРСР   | 5         |          |                 |       | 1    |               |        | 1           |
| 1957 | Чемпіонат СРСР   | 1         |          |                 | 6     | 4    | 2             | 4      |             |
| 1958 | Чемпіонат світу  | 5         | 1        |                 | 3     | 2    | 5             |        | 5           |
| 1958 | Чемпіонат СРСР   | 4         |          |                 | 2     |      | 4             | 5      | 2           |
| 1959 | Чемпіонат Європи | 2         |          |                 | 3     |      | 5             | 2      | 1           |
| 1959 | Чемпіонат СРСР   | 3         |          |                 |       | 3    | 6             | 2      | 1           |
| 1962 | Чемпіонат світу  | 8         | 2        |                 |       |      |               |        | 2           |
| 1962 | Чемпіонат СРСР   |           |          |                 |       | 4    | 4             |        | 1           |
| 1963 | Чемпіонат СРСР   | 7         |          |                 |       |      |               |        | 1           |

## Біографія
Закінчив Московський обласний педагогічний інститут (1962).

## Нагороди
- Звання заслужений майстер спорту СРСР (1961).
- Почесний Знак «За заслуги у розвитку фізичної культури і спорту» (1989).